# Дайлиде, Альгимантас
Альги́мантас Ми́колас Дайли́де (лит. Algimantas Mykolas Dailidė, род. 12 марта 1921, Каунас, Литва — 2015, Огайо, США) — литовский военный преступник, в годы Второй мировой войны состоявший в литовской полиции безопасности «Саугумас» и арестовывавший евреев в Вильнюсе. В послевоенные годы укрывался в США, утверждая, что был в рядах «лесных братьев», пока правда о его деятельности не была раскрыта. В 2006 году был депортирован в Германию и литовским судом вскоре был приговорён к пяти годам тюрьмы, однако от отбывания наказания в силу преклонного возраста был освобождён.

## Биография
В 1940 году учился в Вильнюсском университете, изучая сельское хозяйство, но был оттуда исключён за антисоветскую пропаганду. В 1941—1944 годах сотрудничал с пронацистским коллаборационистским полицейским формированием «Саугумас», лояльной Третьему Рейху. С ноября 1941 года участвовал в задержании евреев, пытавшихся бежать из гетто: мужчин, женщин и детей; а также аресте всех сочувствующих им. В 1942 году им были арестованы несколько человек из польского антифашистского движения. В 1944 году после разгрома немцев в Литве он бежал на Запад и в 1950 году прибыл в США, заявив, что сражался в рядах «лесных братьев». Работал агентом по недвижимости во Флориде, проживал в городе Сент-Питерсберг.
В 1997 году был лишён гражданства судом штата Огайо, а в 2003 году Иммиграционный апелляционный совет США принял решение о депортации Дайлиде как нацистского преступника. По одним данным, депортация состоялась в 2004 году; по другим, Дайлиде сам уехал из США. Дайлиде не признавал свою вину, хотя в литовских архивах были упомянуты данные о причастности Дайлиде к арестам евреев в Вильнюсе. В 2006 году он был депортирован в Германию.
В 2008 году литовским судом был признан виновным в аресте 12 евреев, пытавшихся сбежать из Вильнюсского гетто, и двух поляков-антифашистов, но отметил, что по состоянию здоровья тот не сможет отбыть своё наказание в тюрьме, а опасности обществу он представлять не может. По данным израильской газеты «Хаарец», Дайлиде с женой Рут переехал в город Кирхберг, где проживал на пенсию супруги. По некоторым данным умер в 2015 году в штате Огайо, США